# VTOHL
VTOHL – akronim od angielskiego Vertical Take Off Horizontal Landing używany w lotnictwie do określania zdolności samolotu do pionowego startu, ale tradycyjnego, poziomego lądowania. 
Podczas gdy samoloty VTOL mogą lądować pionowo po również pionowym starcie, inne pozbawione są tej możliwości ze względu na brak mechanizmów umożliwiających im zatrzymanie się w powietrzu i wylądowanie w ten właśnie sposób. Start takich statków powietrznych odbywa się zazwyczaj ze specjalnych platform startowych, które nie mogą być używane również do lądowania. Innym powodem może być także sposób skomplikowania mechanizmów statku powietrznego koniecznych do pionowego lądowania lub niewystarczająca moc potrzebna do wykonania zawisu.
Przykładami statków powietrznych typu VTOHL były niemieckie samoloty rakietowe Heinkel P.1077 lub współczesne wahadłowce, które startowały pionowo z wyrzutni, ale lądowanie odbywało się klasycznie, na normalnych lotniskach.